# Onitis malleatus
Onitis malleatus är en skalbaggsart som beskrevs av Emile Janssens 1937. Onitis malleatus ingår i släktet Onitis och familjen bladhorningar. Inga underarter finns listade i Catalogue of Life.